# 戸田守二
戸田 守二（とだ もりじ、1922年10月27日 - 2013年6月12日）は、日本の経営者。戸田建設社長を務めた。戸田順之助は兄。

## 経歴
東京都出身。1945年に北海道帝国大学工学部土木学科を卒業し、1956年4月に戸田組(のちの戸田建設)に入社。1959年5月に常務に就任し、1963年5月に専務を経て、1970年5月に副社長に就任し、1987年12月には社長に昇格。2003年6月から取締役相談役を務めた。
2013年6月12日肝不全のために死去。90歳没。